# Двигатель Nissan FJ
Nissan FJ — рядный четырёхцилиндровый бензиновый двигатель внутреннего сгорания, выпускавшийся компанией Nissan в 1980-е годы. FJ являлся одним из первых серийных двигателей японского производства с электронным впрыском топлива и содержанием более двух клапанов на цилиндр.
В серию FJ входили двигатели объёмом 2,4 л для раллийных моделей 240RS и 2,0 л для серийных моделей. Был разработан вариант объёмом 1,5 л, однако он так и не был запущен в производство.
Серия FJ имеет алюминиевую головку блока цилиндров, кулачки с цепным приводом и чугунный блок цилиндров. Он отличался большими отверстиями, двойными клапанными пружинами и широкоугольным ковшом на прокладочном клапанном механизме. Масса FJ20 составляет 166 кг, в то время как масса FJ24 составляет 167 кг. Турбодвигатели были доступны только в Японии и Новой Зеландии, в то время как варианты без турбонаддува были доступны в Японии, Гонконге, Австралии и Европе. FJ был снят с производства в середине 1980-х годов из-за своей непомерно высокой стоимости (в основном из-за чугунного корпуса).
Некоторые считают FJ прародителем двигателя CA. Хотя головка блока цилиндров CA аналогична FJ, это маловероятно, поскольку головка блока цилиндров CA была разработана как облегчённая замена двигателям серий L/Z, когда FJ только начали выпускаться, а головка блока цилиндров CA появилась позже, когда серия RB была выпущена примерно в то же время, что и головка блока цилиндров CA. Узлы крепления FJ аналогичны блокам цилиндров L/Z/KA.
В России двигатель Nissan FJ 2.0 стал прародителем двигателя ЗМЗ-406.

## Особенности
Двигатели Nissan FJ были разработаны до того, как компания Nissan использовала индекс «D» для двухклапанных распределительных валов. Модель FJ имеет 16-клапанную конструкцию DOHC с механическим приводом от кулачка на толкателе. Головка блока цилиндров выполнена из алюминия, а блок цилиндров — из чугуна.
|                               | FJ20E                            | FJ20ET                                 | FJ20ET С интеркулером                   | FJ24                            |
| ----------------------------- | -------------------------------- | -------------------------------------- | --------------------------------------- | ------------------------------- |
| Объём                         | 2,0 л (1990 см3)                 | 2,0 л (1990 см3)                       | 2,0 л (1990 см3)                        | 2,3 л (2340 см3)                |
| Диаметр цилиндра × ход поршня | 89 мм × 80 мм (3,50 ″ × 3,15 ″)  | 89 мм × 80 мм (3,50 ″ × 3,15 ″)        | 89 мм × 80 мм (3,50 ″ × 3,15 ″)         | 92 мм × 88 мм (3,62 ″ × 3,46 ″) |
| Степень сжатия                | 9.1:1                            | 8.0:1                                  | 8.5:1                                   | 11.0:1                          |
| Мощность при об/мин           | 110 кВт (148 л. с.) при 6,000    | 140 кВт (187 л. с.) при 6,400          | 151 кВт (202 л. с.) при 6,400           | 177 кВт (237 л. с.) при 7,200   |
| Крутящий момент при об/мин    | 181 Н·м при 4,800                | 226 Н·м при 4,800                      | 245 Н·м при 4,400                       | 235 Н·м при 6,000               |
| Первое применение             | Октябрь 1981 DR30 Skyline 2000RS | Февраль 1983 DR30 Skyline 2000RS-Turbo | Апрель 1984 DR30 Skyline 2000RS-Turbo C | 1983 S110 240RS                 |

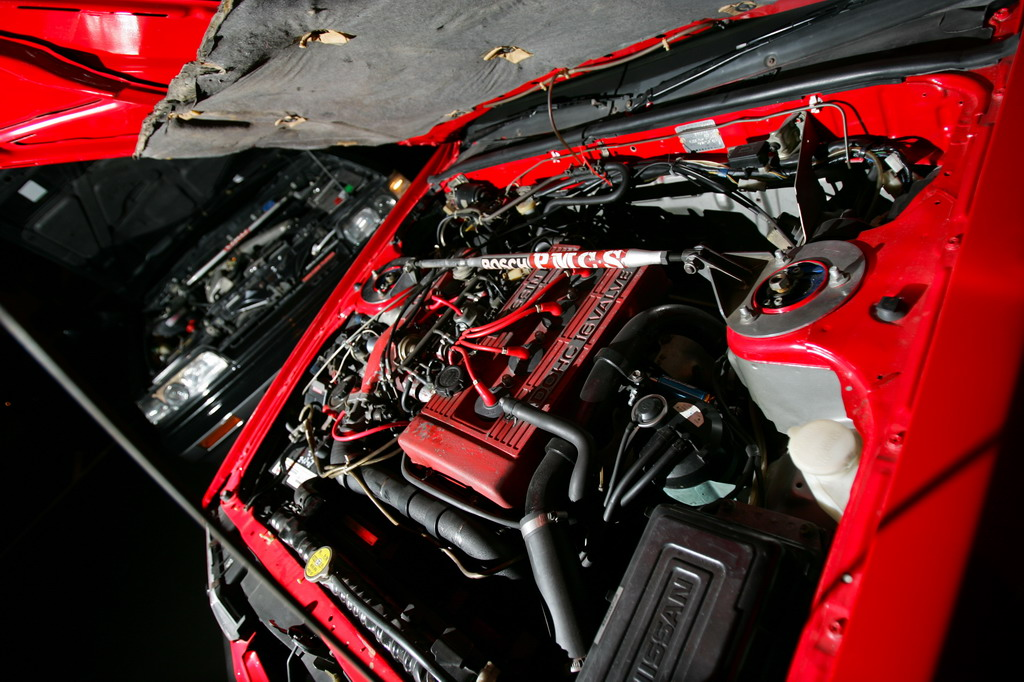
FJ20ET на R30 Skyline

Числовое значение — это общая мощность коленчатого вала двигателя (gross mark). Часть числового значения отличается для Skyline и Silvia/Gazelle. Существует также версия FJ24 мощностью 202 кВт (271 л. с.).

## FJ20E
Обозначается индексом «E», так как имеет электронный впрыск топлива. Максимальная мощность составляла 110 кВт (150 л. с.).
FJ20E устанавливался на DR30 Skyline RS, а также на модели US110 и S12 Gazelle/Silvia RS и GP.

## FJ20ET

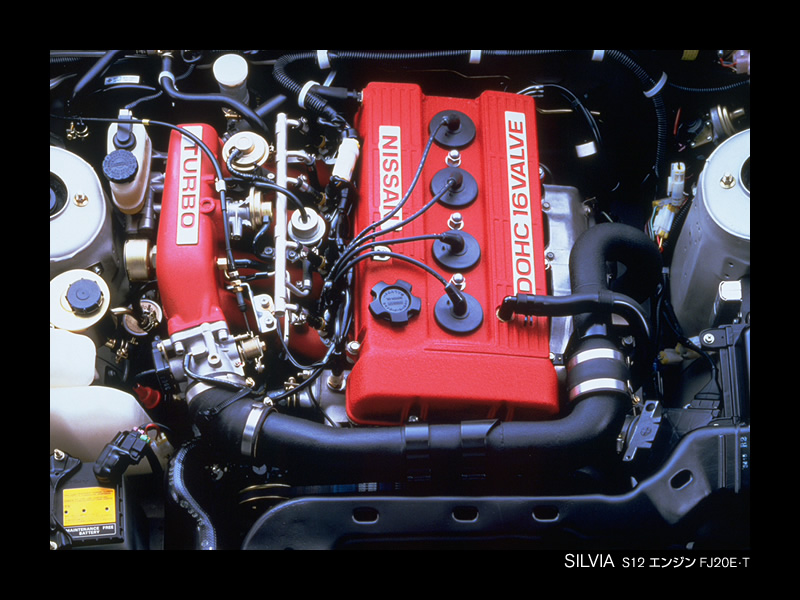
FJ20ET на RSX S12 Silvia

«E» означает электронный впрыск топлива, а «T» означает турбонаддув. Максимальная мощность R30 составляла 140 кВт (190 л. с.), а S12 — 136
кВт (185 л. с.). Давление наддува для достижения этой выходной мощности составляло всего 0,41—0,48 бар. Более поздние версии с промежуточным охлаждением развивали мощность 151 кВт (205 л. с.) с небольшим увеличением наддува и меньшим корпусом выхлопной системы турбонаддува.
FJ20ET устанавливался на DR30 Skyline RS/RS-X/RS-X с турбонаддувом C и S12 Gazelle/Silvia RS-X; версии DR30 с турбонаддувом C были оснащены системой промежуточного охлаждения и устанавливались на некоторые автомобили с отделкой S12 RS-X. Впускной коллектор S12 был укорочен по сравнению с DR30 из-за меньшего объёма моторного отсека, что привело к несколько меньшему крутящему моменту и мощности. Однако впускная камера DR30 может быть установлена в моторном отсеке S12 с очень небольшим зазором. DR30 FJ20ET также был оснащён выпускным коллектором twin scroll, а S12 получил турбонаддув меньшего размера из-за отсутствия зазора в брандмауэре.

## FJ24

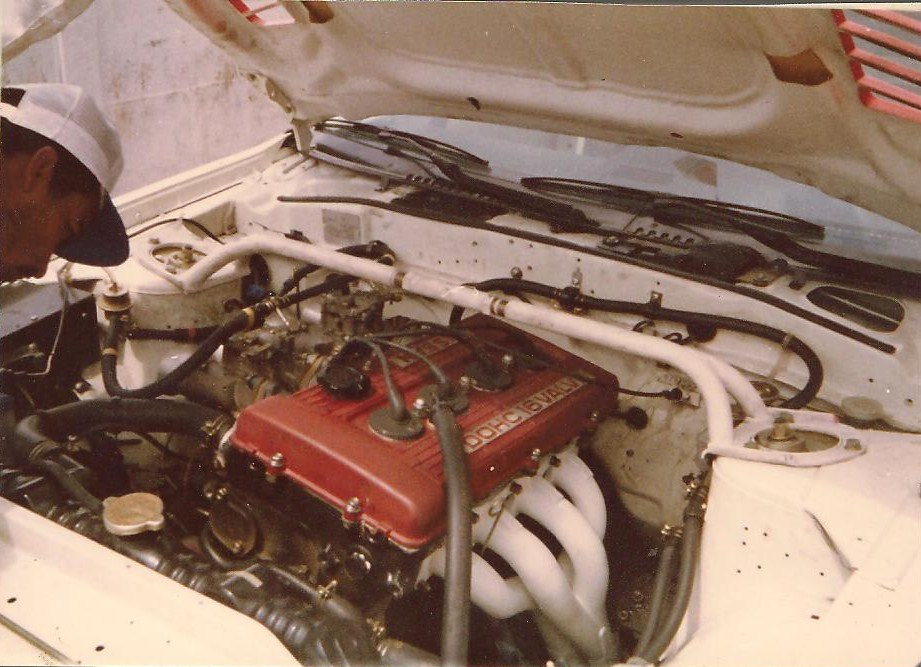
FJ24 на 240RS

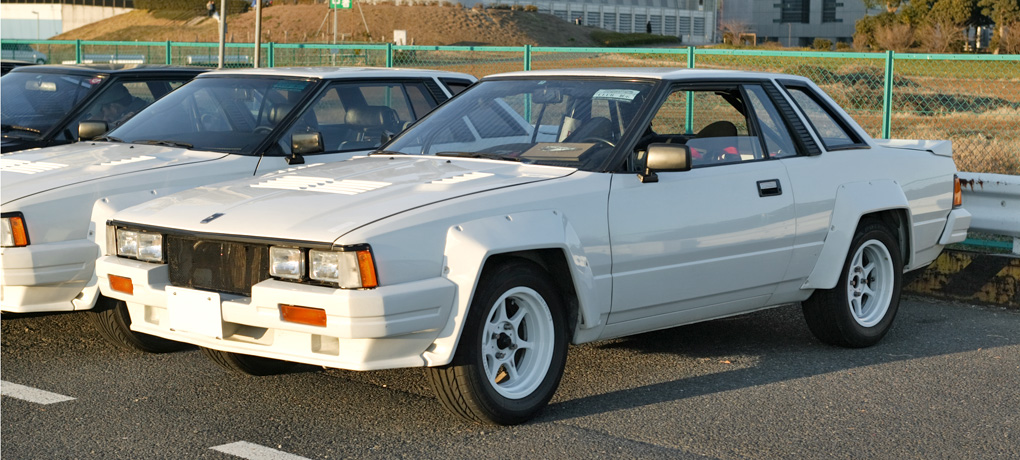
Nissan 240RS

В то время было выпущено 200 или более двигателей для автомобилей, участвовавших в чемпионате мира по ралли, в соответствии с регламентом группы В. Объём двигателя был увеличен до 2,3 л (2340 см3), хотя он и был карбюраторным. FJ24 был установлен на Nissan 240RS на базе модели Silvia S110. Из 200 автомобилей, выпущенных в общей сложности, 50 были с правосторонним приводом (RHD), а 150 — с левосторонним, и все они получили индекс WRC в группе B. 30 из первоначальных 200 были использованы для проведения внутреннего чемпионата по ралли в рамках WRC в каждой стране. Количество продаж в Японии неизвестно, поскольку подробных данных не велось, хотя первоначальные раллийные автомобили покупало небольшое количество людей. Таким образом, разработка велась без учёта национальных норм по выбросам выхлопных газов.

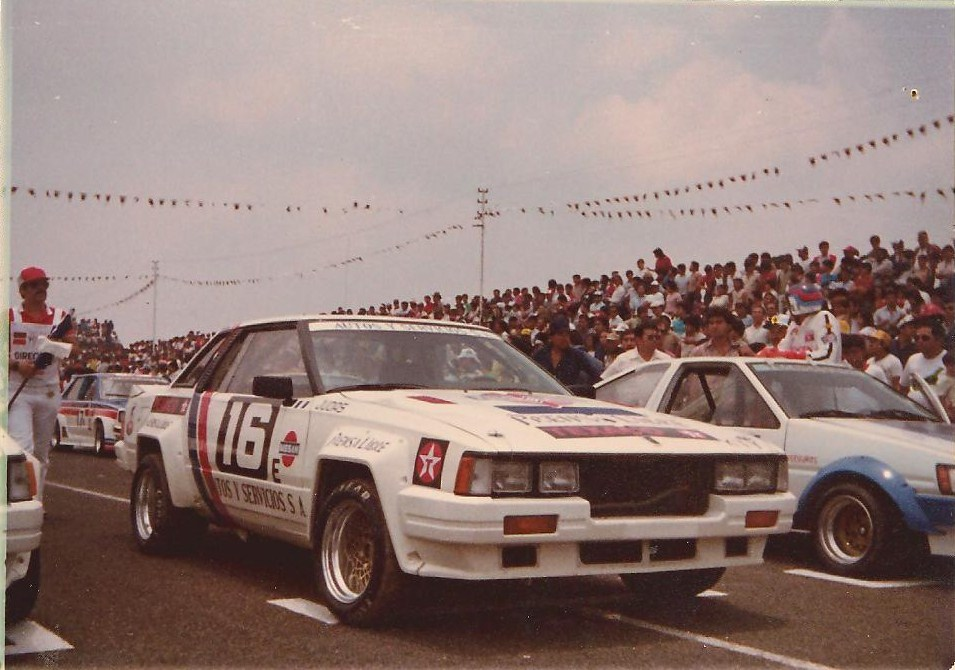
Гватемальский 240RS с участием Фернандо Ибаргуэна

В Гватемалу прибыло три 240RS. Их кодовыми обозначениями являлись 33D, 16E и 77. Они участвовали в гонках на чемпионатах Гватемалы и Центральной Америки в 1985 и 1986 годах.